# Bulat-Pestivien
Bulat-Pestivien (en bretó Bulad-Pestivien) és un municipi francès, situat a la regió de Bretanya, al departament de Costes del Nord. L'any 1999 tenia 432 habitants. A l'inici del curs 2007 el 40,7% dels alumnes del municipi eren matriculats a la primària bilingüe.

## Demografia
| 1962                                       | 1968 | 1975 | 1982 | 1990 | 1999 |
| ------------------------------------------ | ---- | ---- | ---- | ---- | ---- |
| 654                                        | 812  | 658  | 531  | 446  | 432  |
| Des de 1962: població sense dobles comptes |      |      |      |      |      |

## Administració
| Període   | Identitat           | Partit |
| --------- | ------------------- | ------ |
| 2001-2008 | Louis Cojean        |        |
| 2008-     | Martial Lorguillous |        |

## Personatges il·lustres
- Anne Auffret, cantant tradicional bretona.